# Sorghastrum setosum
Sorghastrum setosum là một loài thực vật có hoa trong họ Hòa thảo. Loài này được (Griseb.) Hitchc. miêu tả khoa học đầu tiên năm 1909.